# Antoniotto Botta Adorno

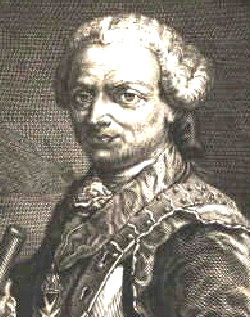
Antoniotto Botta Adorno

Antoniotto (of Antonio Ottone) Botta Adorna (Castelletto di Branduzzo (Pavia), 1688 - Torre d'Isola (Pavia), 29 december 1774) was een Italiaans edelman en veldmaarschalk in Oostenrijkse dienst.

## Biografie

### Afkomst en carrièrestart
Botta Adorno was afkomstig uit het Genuese adellijke geslacht Botta. Dit geslacht was erfgenaam van het huis Adorno, dat zeven doges aan de republiek had geleverd. Zijn vader, Luigi Botta Adorno, werd in 1689 verbannen uit Genua na een mislukte staatsgreep. Zijn moeder, Maria Matilde Meli-Lupi, zou een affaire hebben gehad met koning Filips V van Spanje. Zijn oudere broer Alessandro was de erfgenaam van het familiale domein en Antoniotto koos daarop voor een militair-geestelijke carrière als lid van de Orde van Malta. Hij trad in Oostenrijkse dienst tijdens de Spaanse Successieoorlog en maakte carrière onder Eugenius van Savoye.

### Oostenrijkse successieoorlog
Bij het uitbreken van de Oostenrijkse Successieoorlog was hij Oostenrijks ambassadeur in Berlijn. Maria Theresia stuurde hem als ambassadeur naar Sint-Petersburg. Hier maakte hij de staatsgreep mee waarmee Elisabeth van Rusland de macht greep (1741). Hij werd er persona non grata op de beschuldiging te hebben gecomplotteerd ten gunste van Anton Ulrich van Brunswijk. Hij viel hierdoor in ongenade aan het hof van Maria Theresia en werd zelfs enige tijd in Spielberg vastgehouden.
In 1746 kwam Antoniotto Botta Adorno opnieuw in de gunst en werd hij onderbevelhebber aan het Italiaanse front, onder vorst Jozef Wenceslaus van Liechtenstein. Hij leidde de rechtervleugel van het Oostenrijks-Sardische leger bij de verpletterende overwinning in de Slag bij Piacenza tegen de geallieerde Franse en Spaanse troepen (16 juni). Hij nam het commando over van de zieke vorst van Liechtenstein en versloeg de Fransen en Spanjaarden opnieuw in het dal van de Tidone (10 augustus).
In september 1746 bezette hij Genua. Het Genuese volk kwam echter tegen zijn bewind en de opgelegde belastingen in opstand, waardoor hij gedwongen werd zich in Parma terug te trekken (5 december). Hierop verloor hij het commando.

### Zuidelijke Nederlanden
Botta Adorno kwam opnieuw op het voorplan toen hij in 1749 werd benoemd tot gevolmachtigd minister in de Oostenrijkse Nederlanden, toegevoegd aan de landvoogd Karel van Lorreinen. In deze functie voerde hij een beleid van wederopbouw en herstel in de door de oorlog geteisterde Zuidelijke Nederlanden. Hij was met name verantwoordelijk voor het octrooi dat in 1751 werd uitgevaardigd voor het verbreden van het kanaal Gent-Brugge en het graven van de coupures in Gent en in Brugge. Daarnaast stimuleerde hij de heropleving van de haven van Antwerpen.
Hij wist de gunst te winnen van de Zuid-Nederlandse elite; vóór zijn vertrek naar Italië werd hij uitgebreid gefêteerd door Leopold Filips van Arenberg in Edingen en Claude Lamoral II van Ligne in Belœil.

### Terug in Italië
Vanaf 1753 werd Botta Adorno gevolmachtigd minister voor de keizerlijke belangen in Italië. In 1754 werd hij benoemd tot veldmaarschalk. Tussen 1757 en 1766 was hij de voorzitter van de regentschapsraad, die namens Frans Stefan van Lotharingen de regering over het groothertogdom Toscane waarnam, tot het aantreden van groothertog Leopold I. Tussendoor was hij nog ambassadeur bij Catharina II van Rusland (1762).
Hoewel hij als Maltezer ridder nooit trouwde, liet hij wel een zoon na, Jacob Botta Adorno (1729-1803), die zijn militaire carrière eveneens bekroond zag met de graad van veldmaarschalk (1790).
- Gemeinsame Normdatei: 119119064
- International Standard Name Identifier: 0000 0000 1041 4793
- Nederlandse Thesaurus van Auteursnamen: 073994480
- Système universitaire de documentation: 219829195
- Virtual International Authority File: 62351265
- WorldCat: E39PBJd8fCdVtXt77CkdjFxCcP